# Spirochaetia
Classe
Synonymes
- Leptospiria Cavalier-Smith 2020
- Spirochaetia Cavalier-Smith 2020
- Spirochaetes Cavalier-Smith 2002

Les Spirochaetia sont une classe de bactéries hélicoïdales à Gram négatif de l'embranchement des Spirochaetota. Son nom provient de Spirochaetales qui est l'ordre type de cette classe.

## Taxonomie
Cette classe est proposée dès 2002 par T. Cavalier-Smith sous le nom de « Spirochaetes ». Elle est validée la même année par une publication dans l'IJSEM. En 2010 elle est renommée en « Spirochaetia » par B.J. Paster dans la deuxième édition du Bergey's Manual of Systematic Bacteriology (le nom de la classe devant être dérivé de celui de son ordre type, en l'occurrence Spirochaetales, par adjonction du suffixe -ia, conformément à la règle n°8 du code de nomenclature bactérienne). Cette nouvelle dénomination n'est validée par une publication dans l'IJSEM que dix ans plus tard.

## Liste d'ordres
Selon la LPSN (1er décembre 2022) :
- Brachyspirales Gupta et al. 2014
- Brevinematales Gupta et al. 2014
- Leptospirales Gupta et al. 2014
- Spirochaetales Buchanan 1917